# クライスラー・LHプラットフォーム
LHプラットフォーム（LH platform）は、1980年代のクライスラー・Kプラットフォーム（Chrysler K platform）以降で最も良く知られたクライスラー社の乗用車用プラットフォームである。

## 概要
LHプラットフォームは、アメリカン・モーターズ社が開発したルノー社由来のイーグル・プレミアと遠い縁戚関係にあった。LHカーは、大部分の米国の前輪駆動車とは異なり縦置きエンジンの前輪駆動車であった。
LHカーはKプラットフォームを基にした多くのC-ボディ車（C-bodies）を代替し、より真っ向からフォード・トーラスやその他の中型車と競合した。LHカーは1993年に発売され1998年にモデルチェンジされ、2005年モデルから後輪駆動のLXプラットフォームに取って代わられた。
クライスラー社はLHカーの"キャブフォワード"構造（短く傾斜したボンネットと長い前面ガラス）の先進性を宣伝し、クライスラー・LHS セダンにこのプラットフォームの名前さえも付けた。この外観は1つの重要な設計上の要素を決定した。LHカーは前輪駆動車ではより一般的な横置きエンジンではなく縦置きエンジン形式を採用しており、この配置のために設計陣はオートマチックトランスミッションと前輪の差動装置をチェーンで繋げなければならなかった。これは初代のオールズモビル・トロネードを思い起こさせた。横置きエンジン形式では通常、エンジンとトランスミッションを繋げるのにチェーンが使用されているため高速度の走行ではより大きな損耗と騒音を被ることになる。
LHプラットフォームとエンジンの設計はアキュラ・レジェンド（米国向けのホンダ・レジェンド）をベンチマークとして設定していたが、最終型のLHカーはレジェンドより大きく軽量な車に仕上がった。
当時はLHカーが'最後の希望'であるという噂があった。これはクライスラー社の将来の先行きが怪しい状況下で同社の技術陣が自分達が革新的であると考えることを自由にできたからであった。全般的にLHカーはクライスラー社にとり大成功作といえ、1990年代の他社の自動車デザインにもキャブフォワードという影響をもたらした。LHカーは、1980年代にK-カー（K-cars）がそうであったのと同じように1990年代にクライスラー社を破産の危機から救った救世主であった。.

## 第1世代（1993年 - 1997年）
第1世代のLHカーは既存の3.3L OHV V型6気筒エンジン（Chrysler 3.3 engine）と3.5L SOHC V型6気筒エンジン（Chrysler SOHC V6 engine）に4速のオートマチックトランスミッション（AT）を使用していた。
第1世代のLHプラットフォームを使用していた車種は：
| 年            | 車種                         | 画像 |
| ------------- | ---------------------------- | ---- |
| 1993 - 1997年 | クライスラー・コンコード     |      |
| 1993 - 1997年 | ダッジ・イントレピッド       |      |
| 1993 - 1997年 | イーグル・ビジョン           |      |
| 1994 - 1996年 | クライスラー・ニューヨーカー |      |
| 1994 - 1997年 | クライスラー・LHS            |      |

本来クライスラー社はプリムスの1車種にLHプラットフォームを与えプリムス・アコレード（Accolade）とする寸前までいったがアコレードは生産されることは無かった。
全ての車種のホイールベースは113インチであったが、LHSとニューヨーカーは他の3車種に比べてボディ後部の造形が異なり全長がもう5インチ長く後部座席の足元により広い空間を提供していた。

## 第2世代（1998年 - 2004年)
第2世代のLHカーは2.7L DOHC V型6気筒エンジン（Chrysler LH engine）、3.2L SOHC V型6気筒エンジン（Chrysler SOHC V6 engine）と改良した旧い3.5Lエンジンに4速のオートマチックトランスミッション（AT）を使用していた。
第2世代のLHプラットフォームを使用していた車種は：
| 年            | 車種                                | 画像 |
| ------------- | ----------------------------------- | ---- |
| 1998 - 2004年 | クライスラー・コンコード            |      |
| 1998 - 2004年 | ダッジ・イントレピッド              |      |
| 1999 - 2001年 | クライスラー・LHS                   |      |
| 1999 - 2004年 | クライスラー・300M                  |      |
| 2002 - 2004年 | クライスラー・コンコード リミテッド |      |

全ての車種のホイールベースは再度113インチであったが、300Mは全長を5m以下に抑えるために前後のオーバーハングが削られておりコンコード、イントレピッド、LHSに比べ全長が数インチ短かった。

## メディア
ロバート・ライヒ（Robert Reich）の1992年の公共放送サービス（Public Broadcasting Service）でのミニシリーズ内で放送された1話メイド・イン・アメリカ（Made In America）で、登場するまでとその後のLHカーの開発とクライスラー社の旗色を改善するためにLHカーが果たした役割について焦点が当てられた。偽装を施したダッジ・イントレピッドがクライスラー社のテストコースを走行する姿やコンセプトスケッチ、その他の裏方の仕事が紹介された。